# Амилахвари, Дмитрий Георгиевич
Князь Димитрий (Дмитрий) Георгиевич Амилахвари (груз. დიმიტრი გიორგის ძე ამილახვარი, фр. Dimitri Amilakvari; 31 октября 1906, Базоркино, Пригородный район, Российская империя — 24 октября 1942, Эль-Аламейн, Египет) — офицер французской армии, подполковник Иностранного легиона, герой Второй мировой войны. Национальный герой Грузии (2021, посмертно).

## Биография
Потомок грузинского княжеского рода Амилахвари (Амилахваровых), внук русского генерала от кавалерии Ивана Амилахори. Родился в Базоркино (ныне — село Чермен Пригородного района Северной Осетии), куда семья перебралась из Гори во время событий 1905 года. После советско-грузинской войны Амилахвари бежали в Турцию, а в 1922 году выехали из Стамбула во Францию.
В Стамбуле Димитрий учился в британской школе. Во Франции в 1924—1926 годах учился в военной школе Сен-Сир, затем вступил в Иностранный легион. Получил французское гражданство. Участвовал в операциях на юге Марокко.
Во время Второй мировой войны в течение 1940 года сражался в разных местах — от Экваториальной Африки до северного полярного круга (в рядах французского экспедиционного корпуса, участвовавшего в Норвежской кампании). Из-под Нарвика был эвакуирован в Великобританию, где после капитуляции Франции вступил в движение «Сражающаяся Франция». Воевал в составе его сил в Эритрее, затем в Сирии. В 1942 году принимал участие в североафриканской кампании (Ливия).
Во время битвы при Бир-Хакейме Амилахвари записал в дневнике:

У нас, иностранцев, есть только один способ доказать Франции свою благодарность ей: умереть за неё.— Димитрий Амилахвари, январь 1942 г.
Однако, он выжил и вскоре был награждён Орденом Освобождения.
Погиб князь Амилахвари 24 октября 1942 года во втором сражении при Эль-Аламейне.

## Награды
- Орден Национального героя (Грузия, 2021, посмертно)
- Кавалер ордена Почётного легиона (1955, посмертно)
- Офицер ордена Алауитского трона (Марокко)
- Орден Освобождения (9 сентября 1942)
- Военный крест 1939—1945
- Военный крест иностранных театров военных действий
- Военный крест с мечом (Норвегия, 1942)

## Семья
В 1927 году женился на княжне Ирине, урождённой Дадиани (1904—1944). Их дочь Тамара Амилахвари (1935-2019) работала в Международном агентстве по атомной энергии, вышла замуж за чешского аристократа и учёного Радслава Кински.
Брат Дмитрия Константин, также служивший ранее в Иностранном легионе, был первым знаменосцем Легиона французских добровольцев против большевизма (фр. Légion des volontaires français contre le bolchevisme), сражавшегося на Восточном фронте на стороне немцев. Он был тяжело ранен и умер от ран в Париже, 4 июля 1943 г.